# Sadako (film)
Sadako è un film del 2019 diretto da Hideo Nakata e liberamente tratto dal romanzo Tide di Kōji Suzuki. Si tratta di un capitolo della serie di film di The Ring.
Il film è stato presentato in anteprima in Giappone il 24 marzo 2019, ed è stato proiettato nella serata di apertura del Fantasia International Film Festival del 2019.

## Trama
Una ragazza sofferente di amnesia, che ha destato particolare interesse nella polizia, è in cura dalla psicologa Mayu. Nel frattempo, il fratello di Mayu, Kazuma, aspirante celebrità sui social media, frequentando uno strano sito internet finisce col risvegliare la maledizione di Sadako.

## Fumetti
Una serie manga tie-in, Sadako-san and Sadako-chan, è stata pubblicata da febbraio 2019.